# Leonid Gofshtein
Leonid Gofshtein (russisch Леонид Давидович Гофштейн; * 21. April 1953 in Kiew; † 25. Dezember 2015) war ein sowjetisch-israelischer Schachspieler.
Er spielte für Israel bei der Schacholympiade 1992 in Manila. Außerdem nahm er an der europäischen Mannschaftsmeisterschaft (1992) teil.
Im Jahre 1990 wurde ihm der Titel Internationaler Meister (IM) verliehen. Der Großmeister-Titel (GM) wurde ihm 1993 verliehen.
| Hier fehlt eine Grafik, die leider im Moment aus technischen Gründen nicht angezeigt werden kann. Wir arbeiten daran! |